# ام‌اس هامبورگ
ام‌اس هامبورگ (به انگلیسی: MS Hamburg) یک کشتی است که طول آن ۱۴۴٫۱۳ متر (۴۷۲ فوت ۱۰ اینچ) می‌باشد. این کشتی در سال ۱۹۹۷ ساخته شد.